# 北卡羅來納大學彭布魯克分校
北卡羅來納大學彭布魯克分校（University of North Carolina at Pembroke，縮寫：UNC Pembroke、UNCP），是一所位於美國北卡罗來納州彭布魯克的公立大學。該大學創建於1887年，最初是一所師範學校，現在為北卡罗來納大學的組成機構。2015年《美國新聞與世界報道》將其列在南部地區大學排名中的第93位。